# RFC
RFC (енгл. Requests for Comments) је документ који издаје Радна група за интернет инжењеринг (IETF). Документи обично описују методе, праксе, истраживања или иновације применљиве на Интернет и повезане рачунаре.
Преко Интернет заједнице, инжењери и компјутерски научници могу да објаве свој рад у облику RFC документа, било за рецензију или једноставно да би представили нове концепте, информације или (понекад) инжењерски хумор. RFC прилагођава/издаје неке од наведених предлога као RFC-ове или Интернет стандарде. Међутим, многи RFC-ови су информативне или експерименталне природе и нису стандарди.